# 维特勒
维特勒（法語：Vitreux，法語發音：[vitʁø] ⓘ）是法国汝拉省的一个市镇，位于该省北部，属于多勒区。

## 地理
维特勒（47°14'46"N, 5°41'15"E）面积7.85 平方千米，位于法国勃艮第-弗朗什-孔泰大區汝拉省，该省份为法国东部内陆省份，北起上索恩省，西北接科多尔省，西临索恩-卢瓦尔省，南至安省，东与杜省和瑞士接壤。
与维特勒接壤的市镇（或旧市镇、城区）包括：蒙塔涅、索尔奈、乌涅、帕涅、塔克塞讷。

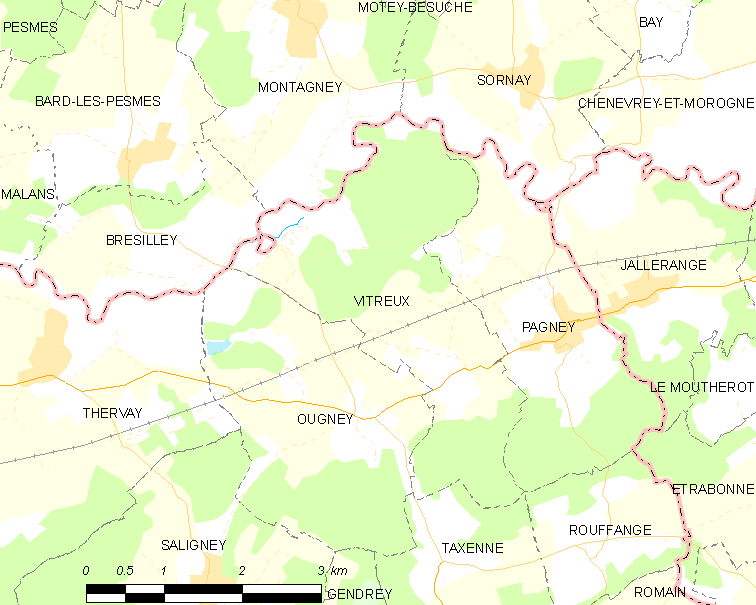
维特勒的OSM定位图

维特勒的时区为UTC+01:00、UTC+02:00（夏令时）。

## 行政
维特勒的邮政编码为39350，INSEE市镇编码为39581。

## 政治
维特勒所属的省级选区为欧蒂姆县。

## 人口

1962-2008年间维特勒人口变化图示

维特勒于2022年1月1日时的人口数量为255人。

## 交通
汝拉省省道D459线经过市中心。